# Sam Leavitt

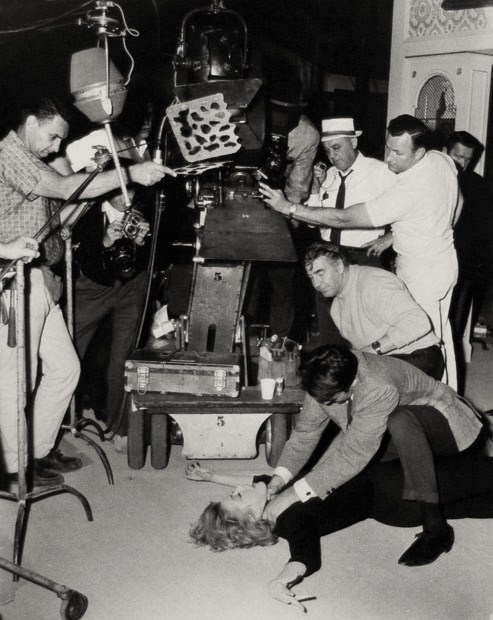

Sam Leavitt (* 6. Februar 1904 in New York; † 21. März 1984 in Los Angeles) war ein US-amerikanischer Kameramann.

## Leben
Sam Leavitt kam schon als Lehrling bei den Paramount-Studios zum Film und war ab der Mitte der 30er Jahre Kameraassistent und Mitglied der Kameracrew z. b. bei George Sidney. Ab Mitte der 50er Jahre war er regelmäßig als Chefkameramann engagiert. Zwar bewies er sein Können bei aufwändigen Produktionen wie z. B. „Carmen Jones“, den Oscar für die beste Kamera erhielt Leavitt für eine vergleichsweise nüchterne Bildgestaltung bei Flucht in Ketten. Nominiert war er darüber hinaus für Exodus und Anatomie eines Mordes. In den letzten Jahren seiner Berufstätigkeit arbeitete Leavitt überwiegend für das Fernsehen.

## Filmografie (Auswahl)
- 1952: Ich bin ein Atomspion (The Thief)
- 1954: Carmen Jones
- 1954: Ein neuer Stern am Himmel (A Star is Born)
- 1955: Der Mann mit dem goldenen Arm (The Man With the Golden Arm)
- 1956: Ein Fetzen Leben (The Bold and the Brave)
- 1956: Hot Rod Girl
- 1958: Flucht in Ketten (The Defiant Ones)
- 1959: Mit Blut geschrieben (Pork Chop Hill)
- 1959: Anatomie eines Mordes (Anatomy of a Murder)
- 1960: Sieben Diebe (Seven Thieves)
- 1960: Exodus
- 1961: Sturm über Washington (Advise and Consent)
- 1961: The Right Approach
- 1962: Der König von Hawaii (Diamond Head)
- 1962: Ein Köder für die Bestie (Cape Fear)
- 1964: Sierra Charriba (Major Dundee)
- 1966: Mord aus zweiter Hand (An American Dream)
- 1967: Rat mal, wer zum Essen kommt (Guess Who’s Coming to Dinner)
- 1969: Die Todesreiter (The Desperados)
- 1975: The Man in the Glass Booth